# 검은 일요일 폭풍

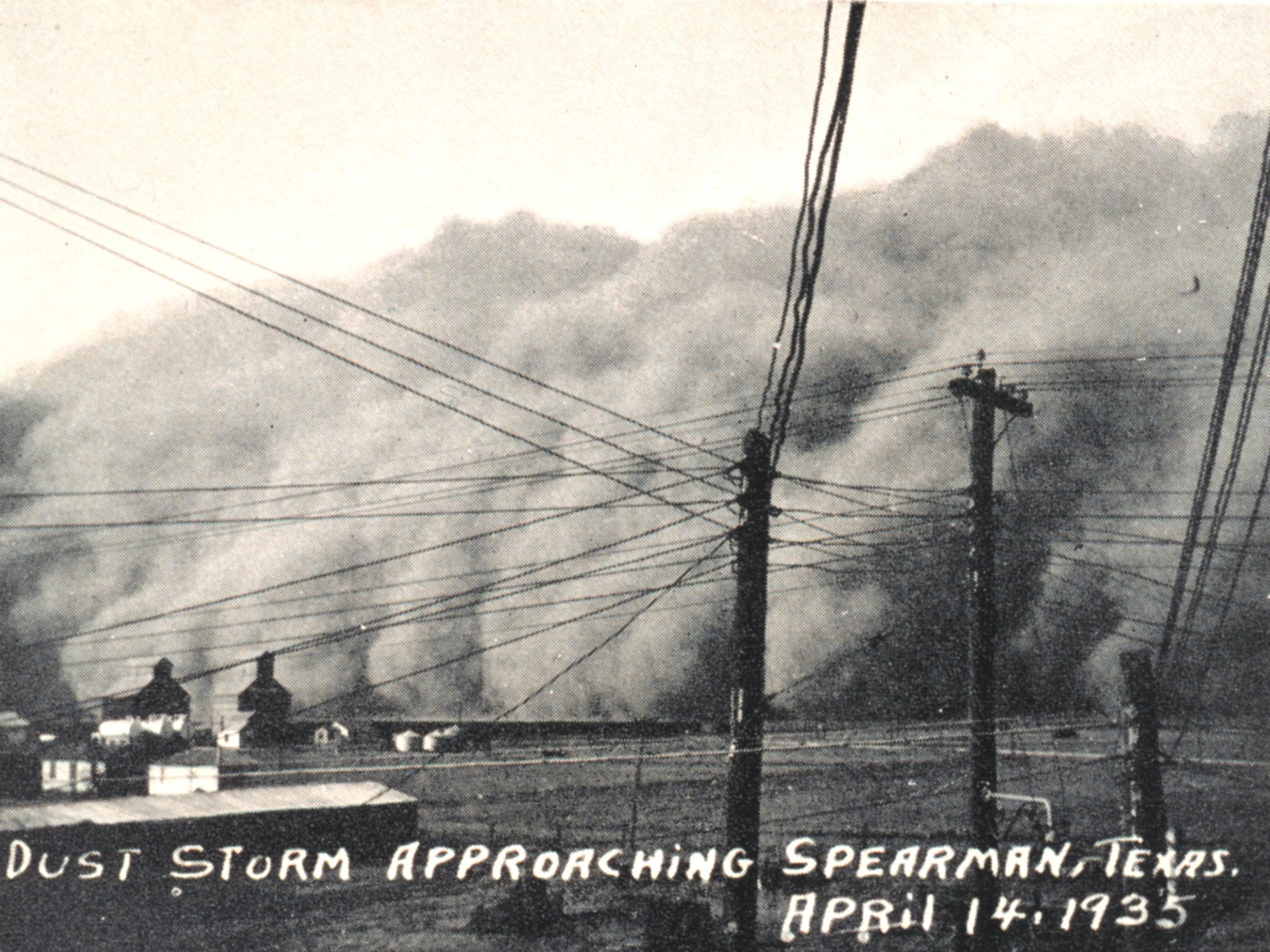
1935년 4월 14일 텍사스주 북부 스피어맨 시로 접근하는 검은 일요일 폭풍.

검은 일요일(Black Sunday)은 1935년 4월 14일 일요일 일어난 극심한 모래폭풍으로, 황진의 일부였다. 미국 역사상 가장 끔찍한 모래폭풍이었으며, 심각한 경제적 농업적 피해를 끼쳤다. 이 폭풍으로 인해 프레리 지역에서 3억 톤 이상의 표토가 소실되었다.